# Église Sainte-Anne de Varsovie
Pour les articles homonymes, voir Église Sainte-Anne.
L'église Sainte-Anne (en polonais Kościół św. Anny) est une église catholique située rue Krakowskie Przedmieście, dans l'arrondissement de Śródmieście (Centre-Ville), à Varsovie.
Elle est le siège de l'aumônerie universitaire pour les étudiants et les personnels de l'enseignement supérieur dans la capitale de Pologne.

## Sources
- (pl) Cet article est partiellement ou en totalité issu de l’article de Wikipédia en polonais intitulé « Kościół św. Anny w Warszawie (Śródmieście) » (voir la liste des auteurs).

- (en) Cet article est partiellement ou en totalité issu de l’article de Wikipédia en anglais intitulé « St. Anne's Church, Warsaw » (voir la liste des auteurs).